# Atriplex sibirica
Atriplex sibirica ist eine Pflanzenart aus der Gattung der Melden (Atriplex) in der Familie der Fuchsschwanzgewächse (Amaranthaceae). Ihr natürliches Verbreitungsgebiet liegt in Zentralasien und sie kommt beispielsweise gelegentlich auch in Deutschland eingeschleppt vor.

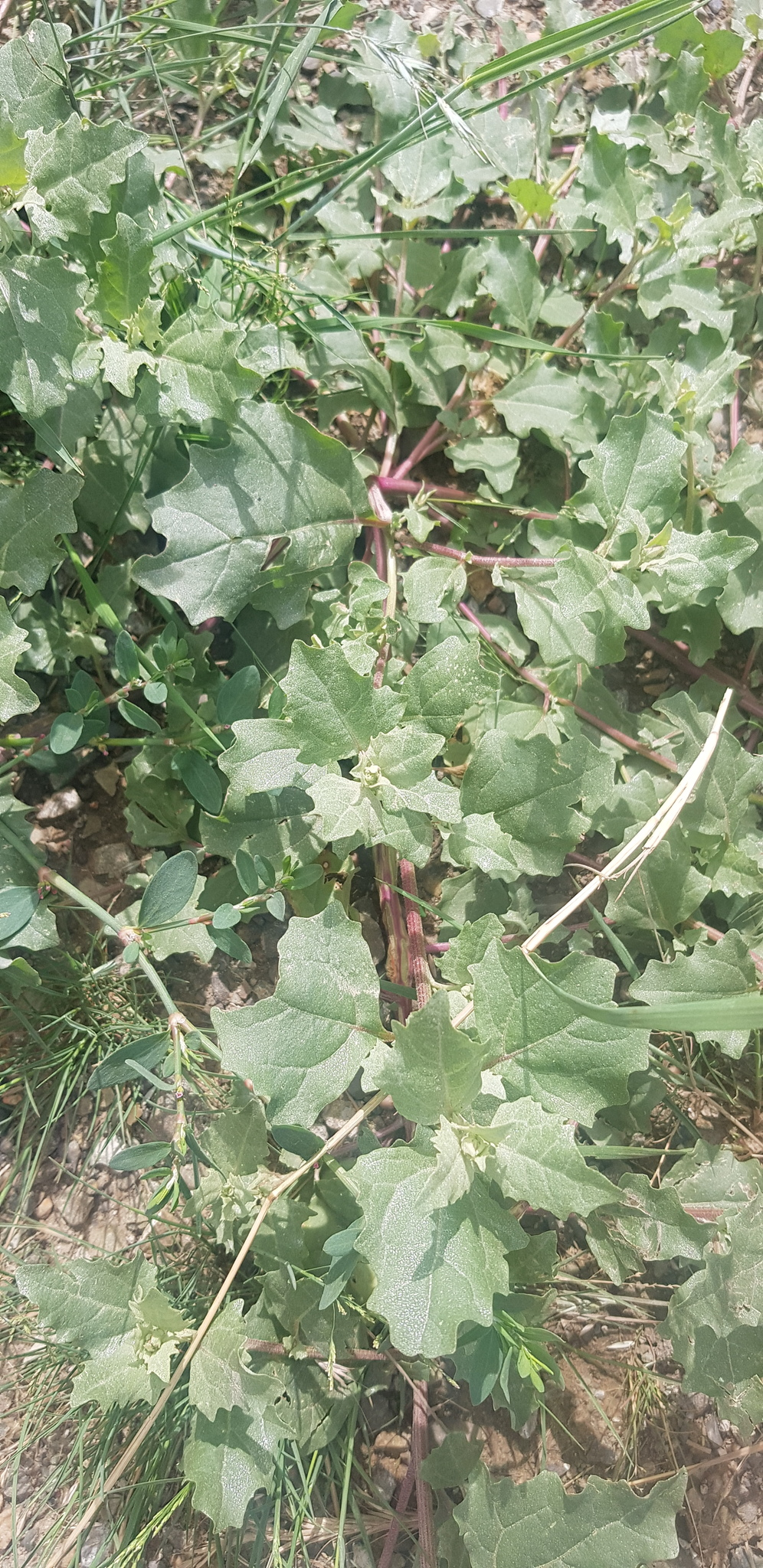
Habitus

## Beschreibung

### Vegetative Merkmale
Atriplex sibirica ist eine einjährige krautige Pflanze, die Wuchshöhen von 20 bis 50 cm erreicht. Ihr Stängel ist von der Basis an auf der ganzen Länge stark verzweigt, mit niederliegenden oder schräg abstehenden Ästen (Steppenroller). Im Querschnitt sind die Äste stumpf viereckig, ihre Oberfläche ist ungestreift und bemehlt.
Die oberseits (grau-)grünen, unterseits dicht mit Blasenhaaren besetzten und dadurch grau-weißen Laubblätter besitzen einen 3 bis 6 mm langen Blattstiel (Bei Pflanzen im Gebirge kommen zusätzlich auch dunkelfarbige Blasenhaare vor). Ihre Blattspreite ist bei einer Länge von 3 bis 5 cm und einer Breite von 1,5 bis 3 cm rhombisch oder rhombisch-dreieckig bis eiförmig-dreieckig, an der Basis abgerundet oder breit keilförmig. Der Blattrand ist ganzrandig oder etwas buchtig gezähnt, mit einem größeren basalen Zahnpaar.

### Blütenstand und Blüte
Atriplex sibirica ist einhäusig getrenntgeschlechtig (monözisch). Die Blüten stehen in knäueligen Teilblütenständen aus männlichen und weiblichen Blüten in der Achsel von Tragblättern, wobei sich weibliche Blüten auch im unteren Teil des Blütenstandes befinden. Die männlichen Blüten enthalten fünf eiförmige oder breit-eiförmige Blütenhüllblätter (Tepalen) und fünf Staubblätter mit abgeflachten, unten verbundenen Staubfäden und breit-eiförmigen bis etwas länglichen Staubbeuteln. Weibliche Blüten, die nur den Fruchtknoten enthalten, werden umhüllt von zwei keilförmigen Vorblättern.
Die Blütezeit reicht in Russland von Juli bis September, für China wird eine Blütezeit von Juni bis Juli angegeben.

### Frucht und Samen
Die vertikale Frucht wird von den Vorblättern umhüllt, welche zur Fruchtzeit auf 2/3 bis 3/4 ihrer Länge miteinander verwachsen und fast bis oben verhärten. Die sitzenden oder bis 3 mm lang gestielten Vorblätter sind bei einer Länge von 3 bis 8 mm und einer Breite von etwa 4 mm keilförmig oder verkehrt-eiförmig mit gezähneltem Rand. Auf ihren Rückseiten tragen sie zahlreiche warzenartige oder höckerige Anhängsel. Mithilfe dieser Anhängsel können sich die Diasporen am Fell von Tieren anhaken und dadurch über weite Entfernungen ausgebreitet werden (Epizoochorie).
Die häutige, weißliche Fruchtwand umschließt den Samen. Es gibt zwei Samentypen (Heterokarpie): Etwa 90 % aller Samen sind rot, konvex bis flach, mit einem Durchmesser von 1 bis 2,3 mm. Manche Samen sind hellbraun, konkav, mit einem Durchmesser von 2 bis 2,5 mm.

### Chromosomenzahl
Die Chromosomenzahl beträgt 2n=18.

### Photosyntheseweg
Atriplex sibirica ist eine C4-Pflanze mit Kranzanatomie.

## Vorkommen
Das natürliche Verbreitungsgebiet von Atriplex sibirica liegt in Zentralasien und umfasst Russland (besonders Sibirien), Kasachstan, Kirgisien, Tadschikistan, Usbekistan, die nordwestliche Volksrepublik China und die Mongolei. Vermutlich ist die Art in der unteren und mittleren Gebirgszone des östlichen Tian Shan, Pamir und Altai entstanden.
In Europa ist diese Art eingeschleppt in Estland, Lettland, Litauen, Belarus und dem zentralen und östlichen europäischen Russland zu finden. Gelegentlich kommt sie auch in Deutschland als Adventivpflanze vor.
Als eingeschleppte Art ist sie auch in Nordamerika (Massachusetts) aufgetaucht.
Atriplex sibirica besitzt eine breite ökologische Amplitude: Sie wächst in schwach salzhalten Steppen und Halbwüsten, auf festen Sanddünen, an Talhängen oder an den Ufern von Gewässern, auf sandigen, lehmigen oder steinigen Böden. Bisweilen kommt sie auch als Ruderalpflanze vor.

## Systematik
Atriplex sibirica zählt innerhalb der Gattung Atriplex zur C4-Atriplex-Clade.
Die Erstveröffentlichung von Atriplex sibirica erfolgte 1763 durch Carl von Linné in Species Plantarum, Editio 2, S. 1493.
Synonyme für Atriplex sibirica L. sind Atriplex lucida Moench, Obione muricata Gaertn. und Obione sibirica (L.) Fisch.